# Bloody Roar
Bloody Roar es un videojuego de lucha desarrollado por Eighting/Raizing en 1997, que comenzó como un juego de arcade con el nombre de Beastorizer. Este es el primer juego de la serie, que más tarde se produjo cuatro secuelas a través de múltiples plataformas.

## Jugabilidad
El sistema de control de Bloody Roar fue una simple combinación del tradicional establecido en los juegos de lucha. Un botón usado para 'golpear' y un botón usado para "patear". Una combinación entre los dos botones podría crear diferentes movimientos de ataque, mientras que la combinación de ambos daría lugar a un único movimiento de 'tirada'. Su originalidad viene con el uso del botón 'bestia'. Bajo la barra de vida, había una medidor de bestia. Cuando este llenado, el apretamiento del botón de bestia transformaría al personaje en su forma poderosa y más ágil de animal. El botón de bestia podría ser usado después de esto como una parte del arsenal de ataque. Los ataques sobre la forma de bestia deducirían de la medida de bestia, aunque todavía hiciera algún daño a la barra de vida sobre un nivel disminuido.

## Personajes
- Alice Nonomura (Conejo)
- Ryūzō "Bakuryu" Katō (Topo)
- Alan Gado (León)
- Gregory "Greg" Jones (Gorila)
- Hans "Fox" Taubmann (Zorro)
- Long Shin (Tigre)
- Mitsuko Nonomura (Jabalí)
- Uriko Nonomura (Quimera)
- Yugo Ogami (Lobo)

## Recepción
Bloody Roar recibió críticas generalmente positivas de parte de los críticos, y su éxito resultó en su relanzamiento para The Best range el 14 de octubre de 1999.